# 山神神社 (新上五島町桐古里郷)
山神神社（やまがみ、やまのかみじんじゃ）は、長崎県南松浦郡新上五島町桐古里（きりふるさと）郷に鎮座する神社である。

## 祭神
大山祇尊を主祭神に祀る。

## 歴史
創建は享保元年（1716年）11月。当郷は明治維新まで宿ノ浦郷内であり、郷民が当地の山林を伐採して生計を営んでいたので、山の神の祟りを恐れ大山祇尊を勧請し、石祠を奉祀した。
明治7年（1876年）5月、無格社に列せられる。

## キリシタン神社として
五島藩は安永元年(1772年)以降、 大村藩より約3,000名の百姓を開拓民として迎え入れた。寛政9年(1797年)、桐古里地区には大村藩外海地方黒崎より14名の潜伏キリシタンが移住している。当社はいつのころからかその子孫たちによって祀られ、現在でも例祭などの祭祀に氏子として参加する者のほとんどが、｢カクレ｣の門徒であるという。また、御神体には『バスチャン様』の御像を祀っていると伝えられる。『バスチャン様』とは16世紀から17世紀に、大村藩外海地方を中心にキリスト教を伝道した日本人伝道師であるが、実在の人物であるか定かではない。なお、この『バスチャン様』が残した数々のものの中に、｢バスチャンの日繰り｣がある。｢バスチャンの日繰り｣とは、1634年の太陰暦によるカトリックの教会暦であり、外海、五島の潜伏キリシタンはこの日繰りをもとに、｢カクレ｣の年間行事を今日まで維持している。
なお、有福島に鎮座する『頭子神社』も、｢キリシタン神社｣と認められている。

## 祭祀
主な祭礼・神事
- 例大祭（旧9月23日）

## 境内社

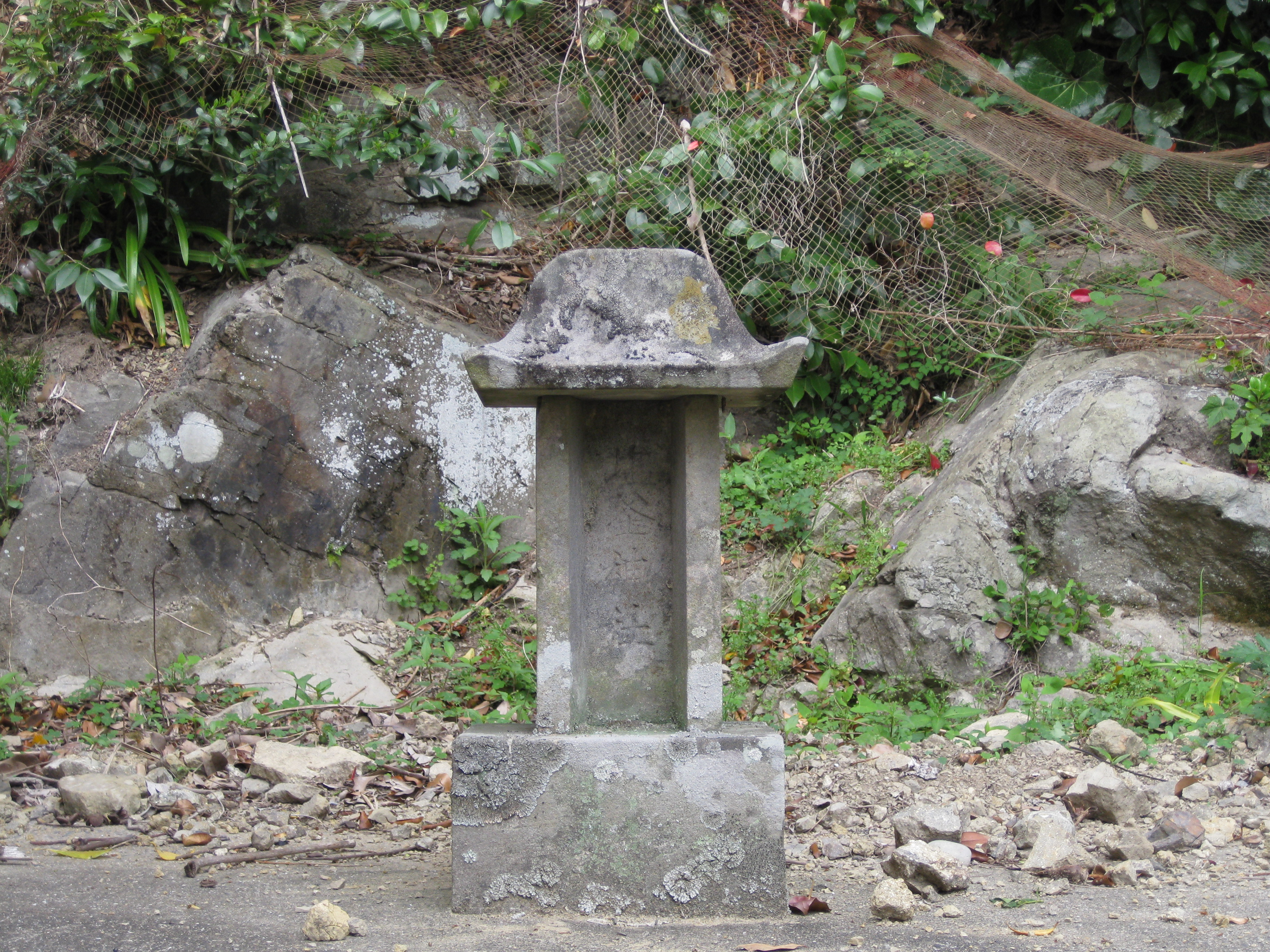
境内社・塩釜神社

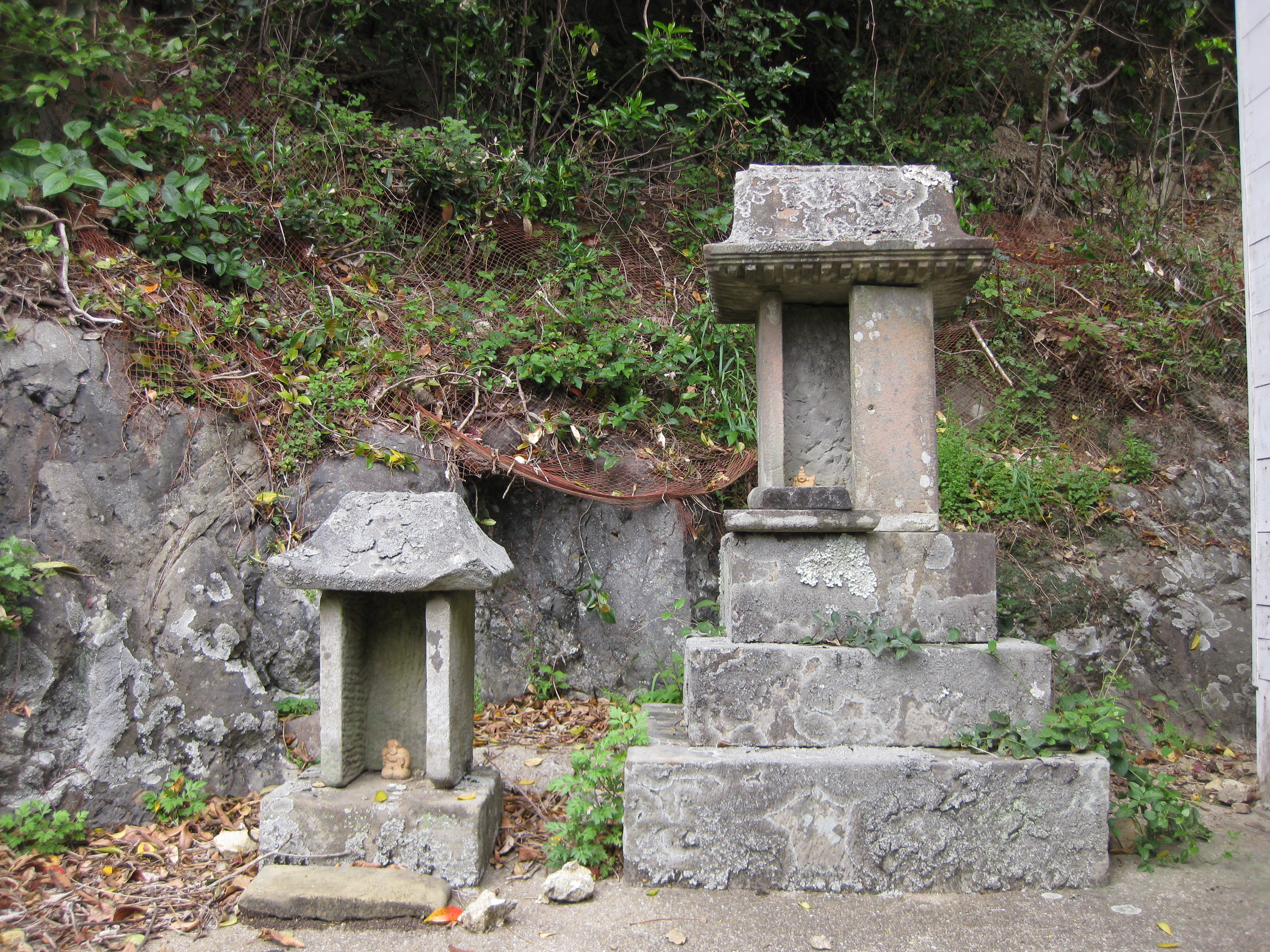
境内社・恵比須神社

- 塩釜神社
- 恵比須神社

## その他の神社
その他の桐古里郷の神社に、佐尾地区・佐尾神社、琴平神社がある。
また、隣接する宿ノ浦郷に宿ノ浦神社があり、奈良尾郷には奈良尾神社がある。

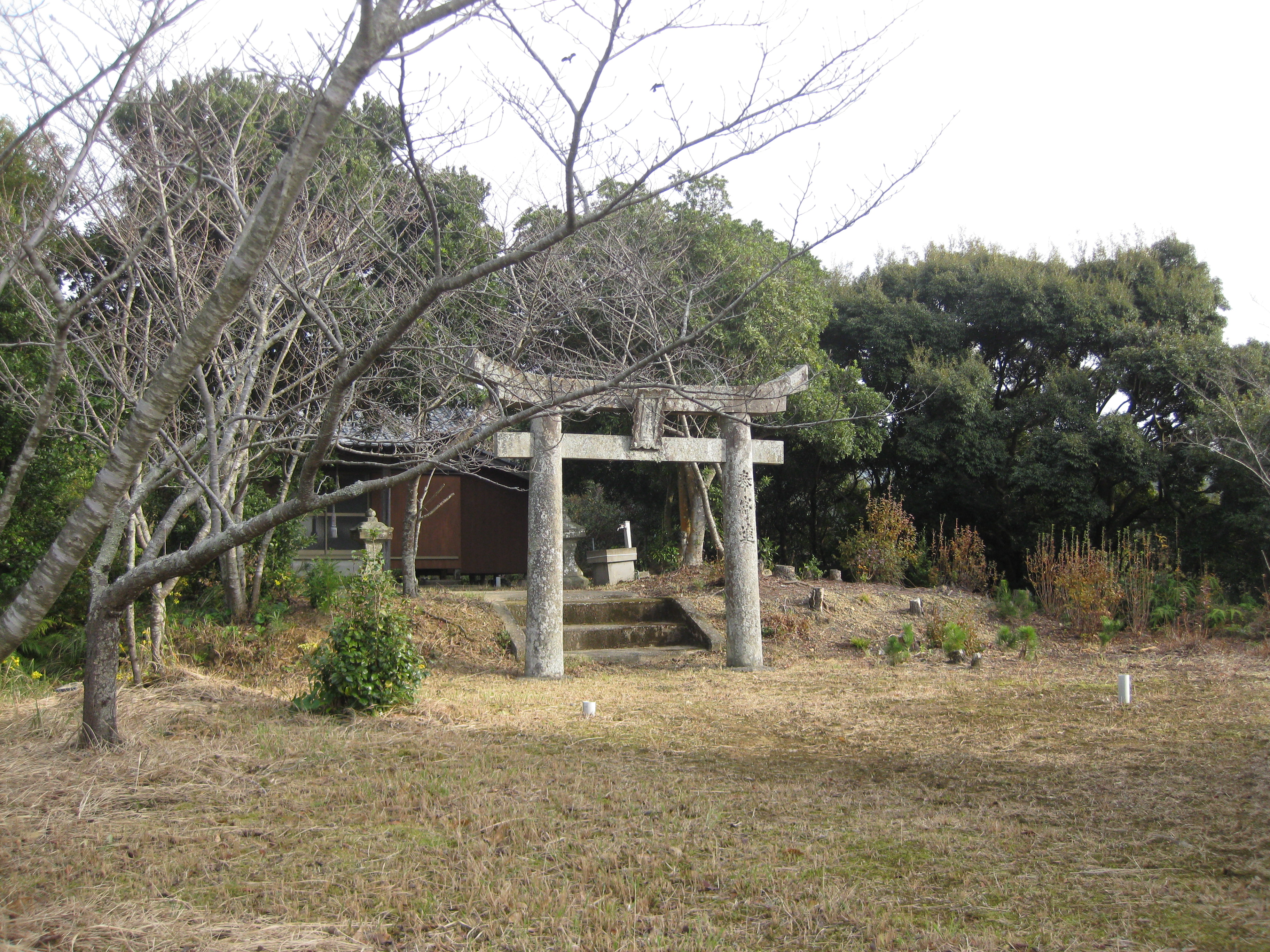
宿ノ浦神社（宿ノ浦郷）
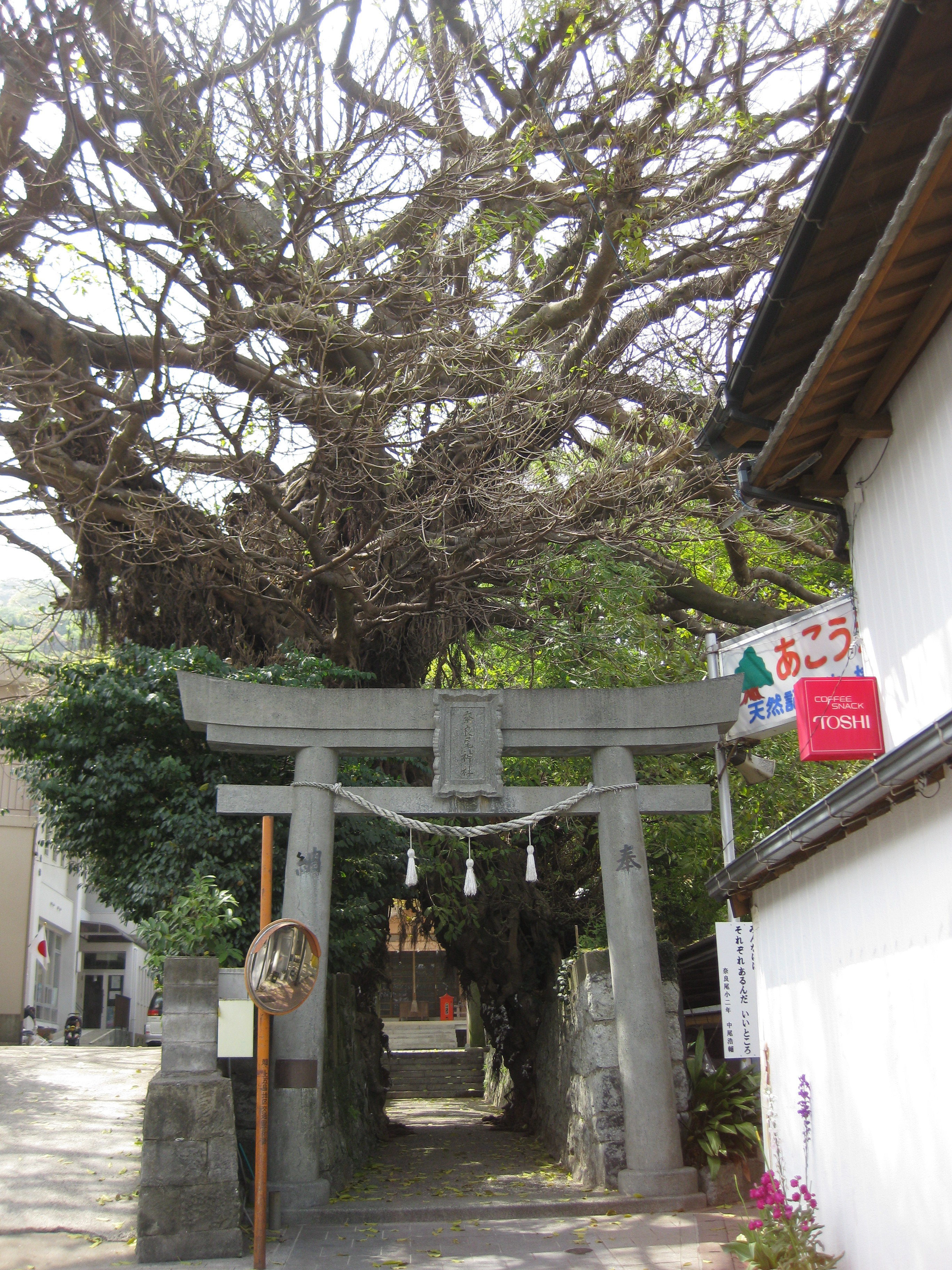
奈良尾神社（奈良尾郷）